# GigaDisk
GigaDisk (GD-ROM) er navnet på det medium (optisk disc), som Sega Dreamcast-spil er lagret på. Mediet, en skive på størrelse med en CD, kan indeholde op til 1,2 gigabyte data. GigaDisken er udviklet af Sega i samarbejde med Yamaha.
| Hardware | Spire Denne artikel om computere og anden hardware er en spire som bør udbygges. Du er velkommen til at hjælpe Wikipedia ved at udvide den. |